# Deutsche Meisterschaften im Inline-Speedskating 2015
Die Bahnwettkämpfe wurden in Leipzig, der Halbmarathon  in Regensburg und der Marathon in Duisburg ausgetragen.

## Frauen
| Distanz            | Gold                                      | Silber                                    | Bronze                         |
| Bahn               | Bahn                                      | Bahn                                      | Bahn                           |
| ------------------ | ----------------------------------------- | ----------------------------------------- | ------------------------------ |
| 300 m Einzelsprint | Laethisia Schimek SV Blau-Gelb Groß-Gerau | Alisa Gutermuth ERSG Darmstadt            | Mareike Thum ERSG Darmstadt    |
| 500 m Sprint       | Alisa Gutermuth ERSG Darmstadt            | Laethisia Schimek SV Blau-Gelb Groß-Gerau | Sabine Berg RSV Blau-Weiß Gera |
| 1000 m Massenstart | Laethisia Schimek SV Blau-Gelb Groß-Gerau | Sabine Berg RSV Blau-Weiß Gera            | Katharina Rumpus SSF Heilbronn |
| 10000 m Punkte     | Katharina Rumpus SSF Heilbronn            | Sabine Berg RSV Blau-Weiß Gera            | Mareike Thum ERSG Darmstadt    |
| 10000 m Auss.      | Mareike Thum ERSG Darmstadt               | Sabine Berg RSV Blau-Weiß Gera            | Katharina Rumpus SSF Heilbronn |
| Langstrecke        |                                           |                                           |                                |
| Halbmarathon       | Sabine Berg RSV Blau-Weiß Gera            | Katja Ulbrich Bayreuther TS               | Tina Strüver SV Turbine Halle  |
| Marathon           | Katja Ulbrich Bayreuther TS               | Claudia Maria Henneken SSC Köln           | Claudia Pechstein SSC Berlin   |

## Männer
| Distanz            | Gold                                   | Silber                                 | Bronze                             |
| Bahn               | Bahn                                   | Bahn                                   | Bahn                               |
| ------------------ | -------------------------------------- | -------------------------------------- | ---------------------------------- |
| 300 m Einzelsprint | Simon Albrecht SV Blau-Gelb Groß-Gerau | Etienne Ramali SV Blau-Gelb Groß-Gerau | Thimo Kießlich ERSG Darmstadt      |
| 500 m Sprint       | Etienne Ramali SV Blau-Gelb Groß-Gerau | Simon Albrecht SV Blau-Gelb Groß-Gerau | Thimo Kießlich ERSG Darmstadt      |
| 1000 m Massenstart | Simon Albrecht SV Blau-Gelb Groß-Gerau | Etienne Ramali SV Blau-Gelb Groß-Gerau | Thimo Kießlich ERSG Darmstadt      |
| 10000 m Punkte     | Thimo Kießlich ERSG Darmstadt          | Simon Albrecht SV Blau-Gelb Groß-Gerau | Tim Gegner TSG Aufbau Union Dessau |
| 10000 m Auss.      | Thimo Kießlich ERSG Darmstadt          | Simon Albrecht SV Blau-Gelb Groß-Gerau | Tobias Hecht RSV Blau-Weiß Gera    |
| Langstrecke        |                                        |                                        |                                    |
| Halbmarathon       | Patrick Täubrecht SC DHfK Leipzig      | Nils Fischer RSV Blau-Weiß Gera        | Patrick Reuter SSF Heilbronn       |
| Marathon           | Markus Pape                            | Tobias Hecht RSV Blau-Weiß Gera        | Cornelius Rossbach SC DHfK Leipzig |